# 磐越自動車道

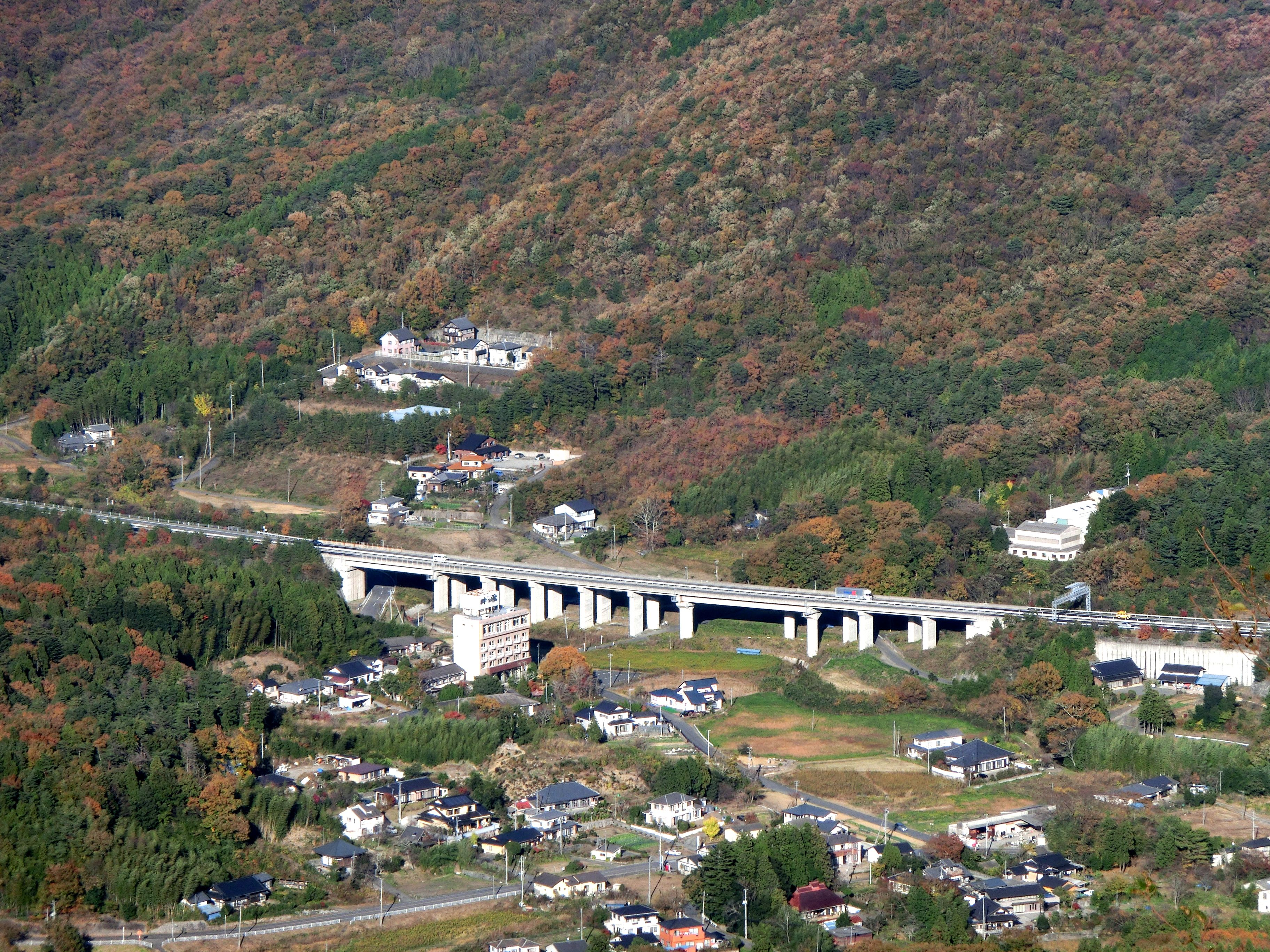
いわき市内郷高野町の磐越自動車道

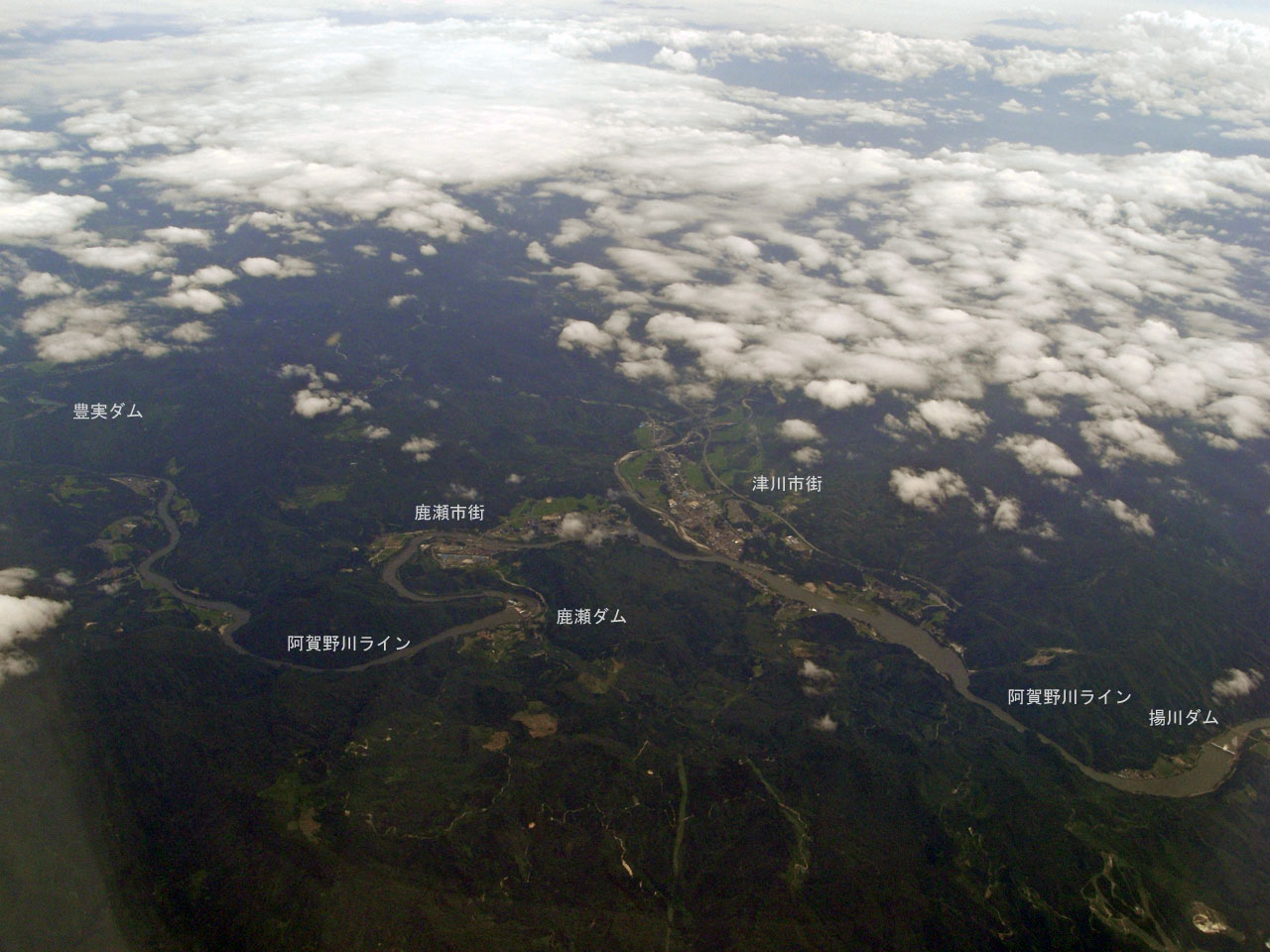
焼山トンネルを出て津川市街で阿賀野川ラインと併走する磐越自動車道

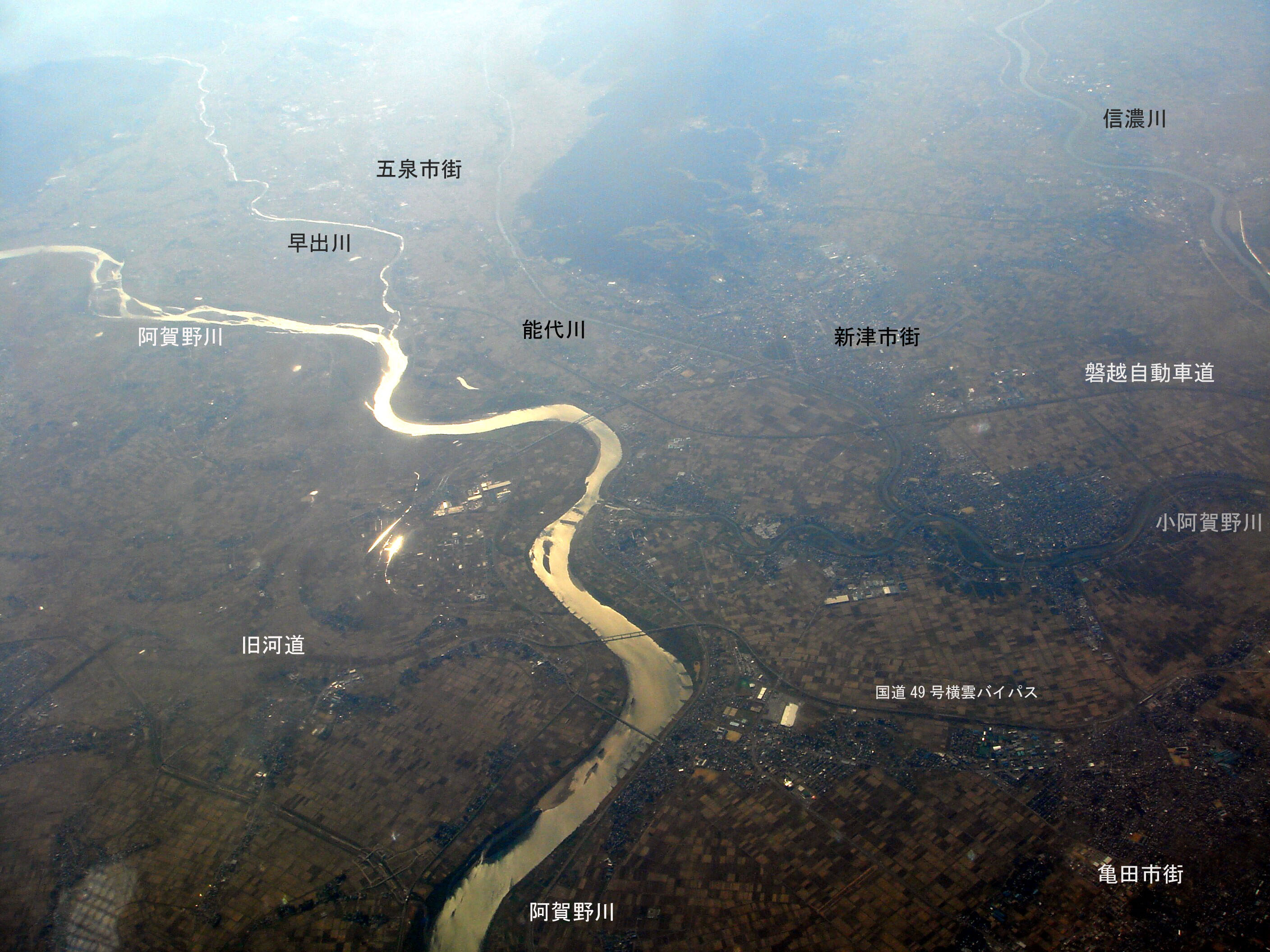
新潟市郊外で阿賀野川と併走する磐越自動車道

磐越自動車道（ばんえつじどうしゃどう、英語: BAN-ETSU EXPWY）は、福島県いわき市のいわきジャンクション (JCT) から、郡山市を経由して新潟県新潟市江南区の新潟中央インターチェンジ (IC) へ至る高速道路（高速自動車国道）である。略称は磐越道（ばんえつどう）。
高速道路ナンバリングによる路線番号は、「E49」が割り振られている。

## 概要
全区間を東日本高速道路（NEXCO東日本）が管理・運営している。関越自動車道、仙台東部道路・山形自動車道、釜石自動車道・秋田自動車道とともに、太平洋側と日本海側を結ぶ横断軸の1つで、福島県浜通り・中通り・会津地方と新潟県下越地方を結ぶ。また、高速自動車国道だけでも、常磐自動車道・東北自動車道・北陸自動車道・日本海東北自動車道の4路線と連絡している。路線の大半は国道49号と並行しているほか、阿武隈高地では国道349号や国道288号に並行している。1997年（平成9年）10月1日に全線開通した。
いわきJCTから新潟中央ICまでの直線距離は182.4キロメートル（km）であるが、磐越道の延長距離は212.7 kmと、約30 km迂回している。これは、いわき - 会津若松間で郡山へ迂回している（直線で結ぶと東北道との交点は須賀川市付近である）ため。
2011年（平成23年）6月20日から、東日本大震災の被災者については2012年（平成24年）3月31日まで、復旧・復興の物資等輸送のためのトラック・中型車以上のバスについては2011年（平成23年）8月末まで無料開放された。また、福島第一原発事故の避難者については、上記の措置が終了した後も無料通行を可能とする措置がとられている。

### 路線名
「磐越自動車道」の名称はいわきJCT - 新潟中央IC間の道路名である。また、新潟中央JCT - 新潟中央ICは事実上、北陸自動車道・日本海東北自動車道としても一体的に運用されている（新潟中央ICとJCTが一体化）。法令（国土開発幹線自動車建設法）による路線名としては、全線が東北横断自動車道いわき新潟線である。
- 東北横断自動車道いわき新潟線：全線

## インターチェンジなど
- IC番号欄の背景色が■である区間は既開通区間に存在する。施設欄の背景色が■である区間は未開通区間または未供用施設に該当する。
- スマートICは背景色■で示す。利用時間の特記がないスマートICは24時間利用可能である。
- 路線名の特記がないものは町道。
- バスストップ (BS) のうち、○は運用中、◆は休止中の施設。無印はBSなし。
  - 津川ICは△としている。これは当該BSは元々IC近隣に設置された阿賀町の施設でIC設備からも離れており、本自動車道に属すBSではないためである。しかし実際の運行上の扱いは一緒である。
- 英略字は以下の項目を示す。
IC：インターチェンジ、JCT：ジャンクション、SA：サービスエリア、PA：パーキングエリア、BS：バスストップ

| IC 番号 | 施設名           | 接続路線名                                                | いわき から (km) | BS | 備考                            | 所在地 | 所在地            | 所在地            |
| ------- | ---------------- | --------------------------------------------------------- | ---------------- | -- | ------------------------------- | ------ | ----------------- | ----------------- |
| 16-1    | いわきJCT        | E6 常磐自動車道                                           | 0.0              |    |                                 | 福島県 | いわき市          | いわき市          |
| 1       | いわき三和IC     | 国道49号 県道66号小名浜小野線                             | 8.8              |    |                                 | 福島県 | いわき市          | いわき市          |
| -       | 差塩PA           | -                                                         | 18.7             |    |                                 | 福島県 | いわき市          | いわき市          |
| 2       | 小野IC           | E80 あぶくま高原道路 国道349号                            | 35.2             | ○  | あぶくま高原道路のIC番号は「8」 | 福島県 | 田村郡 小野町     | 田村郡 小野町     |
| 2-1     | 田村SIC          | 国道349号                                                 | 44.7             |    |                                 | 福島県 | 田村市            | 田村市            |
| -       | 阿武隈高原SA     | -                                                         | 46.8             |    |                                 | 福島県 | 田村市            | 田村市            |
| 3       | 船引三春IC       | 国道288号                                                 | 55.7             |    |                                 | 福島県 | 田村市            | 田村市            |
| -       | 三春PA           | -                                                         | 59.5             |    |                                 | 福島県 | 田村郡 三春町     | 田村郡 三春町     |
| 3-1     | 郡山東IC         | 国道288号                                                 | 63.7             |    |                                 | 福島県 | 郡山市            | 郡山市            |
| 18-1    | 郡山JCT          | E4 東北自動車道(東京方面)                                 | 71.4             |    |                                 | 福島県 | 郡山市            | 郡山市            |
| -       | 五百川PA         | -                                                         | 76.5             |    |                                 | 福島県 | 郡山市            | 郡山市            |
| 4       | 磐梯熱海IC       | 県道24号中の沢熱海線                                      | 79.6             |    |                                 | 福島県 | 郡山市            | 郡山市            |
| 5       | 猪苗代磐梯高原IC | 国道115号                                                 | 97.6             |    |                                 | 福島県 | 耶麻郡            | 猪苗代町          |
| -       | 磐梯山SA         | -                                                         | 105.3            |    |                                 | 福島県 | 耶麻郡            | 磐梯町            |
| 6       | 磐梯河東IC       | 県道64号会津若松裏磐梯線                                  | 111.5            |    |                                 | 福島県 | 会津若松市        | 会津若松市        |
| 7       | 会津若松IC       | 国道121号                                                 | 117.5            |    | この先新潟中央JCT方面 対面通行  | 福島県 | 会津若松市        | 会津若松市        |
| 7-1     | 新鶴PA/SIC       |                                                           | 124.7            |    |                                 | 福島県 | 大沼郡 会津美里町 | 大沼郡 会津美里町 |
| 8       | 会津坂下IC       | 国道49号 国道252号                                        | 132.4            |    |                                 | 福島県 | 河沼郡 会津坂下町 | 河沼郡 会津坂下町 |
| 9       | 西会津IC/PA      | 県道16号喜多方西会津線 国道49号（西会津バイパス）         | 143.8            | ○  |                                 | 福島県 | 耶麻郡 西会津町   | 耶麻郡 西会津町   |
| -       | 上川PA           | -                                                         | 162.6            |    |                                 | 新潟県 | 東蒲原郡 阿賀町   | 東蒲原郡 阿賀町   |
| 10      | 津川IC           | 県道89号津川インター線                                    | 166.2            | △  |                                 | 新潟県 | 東蒲原郡 阿賀町   | 東蒲原郡 阿賀町   |
| -       | 三川BS           | -                                                         | 172.8            | ○  |                                 | 新潟県 | 東蒲原郡 阿賀町   | 東蒲原郡 阿賀町   |
| 11      | 三川IC           | 県道587号三川インター線                                   | 174.0            |    |                                 | 新潟県 | 東蒲原郡 阿賀町   | 東蒲原郡 阿賀町   |
| -       | 阿賀野川SA       | -                                                         | 181.0            |    | 下り線に緊急進入路              | 新潟県 | 東蒲原郡 阿賀町   | 東蒲原郡 阿賀町   |
| 12      | 安田IC           | 県道41号白根安田線                                        | 188.9            | ○  |                                 | 新潟県 | 阿賀野市          | 阿賀野市          |
| -       | 五泉PA           | -                                                         | 191.2            |    |                                 | 新潟県 | 五泉市            | 五泉市            |
| 13      | 新津IC           | 県道34号新津停車場線                                      | 198.5            |    |                                 | 新潟県 | 新潟市            | 秋葉区            |
| -       | 川口BS           | -                                                         | 202.2            | ○  |                                 | 新潟県 | 新潟市            | 秋葉区            |
| 13-1    | 新津西SIC        | 国道403号                                                 | 204.2            |    | 新潟中央JCT方面出入口           | 新潟県 | 新潟市            | 秋葉区            |
| -       | 酒屋BS           | -                                                         | 207.5            | ○  |                                 | 新潟県 | 新潟市            | 江南区            |
| -       | 新潟PA           | -                                                         | 208.6            |    |                                 | 新潟県 | 新潟市            | 江南区            |
| 42      | 新潟中央JCT      | E7 日本海東北自動車道(村上方面) E8 北陸自動車道(富山方面) | 211.9            |    |                                 | 新潟県 | 新潟市            | 江南区            |
| 14      | 新潟中央IC       | 県道16号新潟亀田内野線                                    | 212.7            |    |                                 | 新潟県 | 新潟市            | 江南区            |

- キロポストは、常磐道方面からの合流を起点に0.5KPから設置されている。

## 歴史
| 1990 | (10月)郡山JCT - 磐梯熱海IC                        |
| 1991 | (8月)磐梯熱海IC - 猪苗代磐梯高原IC                |
| 1992 | (10月)猪苗代磐梯高原IC - 会津坂下IC               |
| 1993 |                                                   |
| 1994 | (7月)安田IC - 新潟中央IC                          |
| 1995 | (8月)いわきJCT - 郡山JCT                          |
| 1996 | (10月)会津坂下IC - 西会津IC (11月)津川IC - 安田IC |
| 1997 | (10月)西会津IC - 津川IC                           |

- 1990年（平成2年）10月31日 : 郡山JCT - 磐梯熱海IC間の供用を開始する[5]。
- 1991年（平成3年）8月7日 : 磐梯熱海IC - 猪苗代磐梯高原IC間の供用を開始する[5]。
- 1992年（平成4年）10月29日 : 猪苗代磐梯高原IC - 会津坂下IC間の供用を開始する[5][6]。
- 1994年（平成6年）7月28日 : 安田IC - 新潟中央IC間の供用を開始し[7]、北陸自動車道と接続する[8][注釈 2]。
- 1995年（平成7年）8月2日 : いわきJCT - 郡山JCT間の供用を開始し[5]、常磐自動車道と接続する。
- 1996年（平成8年）
  - 10月17日 : 会津坂下IC - 西会津IC間の供用を開始する[5]。
  - 11月14日 : 津川IC - 安田IC間の供用を開始する[8][9]。
- 1997年（平成9年）10月1日 : 西会津IC - 津川IC間の供用を開始し[5][8]、全線開通[3]。
- 1999年（平成11年）4月27日 : 磐梯熱海IC - 猪苗代磐梯高原IC間が両側4車線に拡幅される。
- 2001年（平成13年）10月31日 : 磐梯山SA - 磐梯河東IC間が両側4車線に拡幅される。
- 2004年（平成16年）
  - 10月23日 : 新潟県中越地震が発生し、一時的に会津若松IC - 津川IC間が通行止。
  - 12月1日 : いわき三和IC - 差塩PA間が両側4車線に拡幅される。
- 2005年（平成17年）
  - 10月1日 : 日本道路公団の分割民営化により、道路の管理・運営が東日本高速道路（NEXCO東日本）に承継される。
  - 12月26日 : 新鶴PAスマートICが社会実験として供用を開始する。
- 2006年（平成18年）11月22日 : 小野IC - 阿武隈高原SA間が両側4車線に拡幅される。
- 2007年（平成19年）
  - 4月1日 : 新鶴スマートICの社会実験が前日をもって終了し、供用を開始する。
  - 11月17日 : 阿武隈高原SA - 船引三春IC間が両側4車線に拡幅される。
- 2008年（平成20年）
  - 11月14日 : 船引三春IC - 郡山東IC間が両側4車線に拡幅される。
  - 11月30日 : いわきJCT - いわき三和IC間、差塩PA - 小野IC間が両側4車線に拡幅され、これによりいわきJCT - 会津若松ICの4車線化が完了する。
- 2009年（平成21年）6月30日 : 新津西スマートICの連結が許可される[10]。
- 2011年（平成23年）
  - 6月20日 : 東日本大震災の被災者および福島第一原発事故の避難者、復旧・復興の物資等輸送のためのトラックおよび中型車以上のバスを対象とした無料開放を開始する[4]。
  - 12月17日 : 新津西スマートICの供用を開始する[8]。
- 2014年（平成26年）7月25日 : 田村スマートICが新規採択される[11]。
- 2019年（平成31年/令和元年）
  - 3月17日 : 田村スマートIC供用開始[12]。
  - 3月29日 : 三川IC - 安田IC間の一部延長5.1 kmにおいて、国土交通省より4車線化工事の事業許可を受ける[13]。
  - 9月4日：国土交通省が磐越道の暫定2車線区間のうち、会津若松IC - 安田IC間を10 - 15年後を目処に4車線化する優先整備区間に選定する方針を発表[14][15][16][17]。
- 2020年（令和2年）
  - 3月10日 : 国土交通省が磐越道の4車線化優先整備区間のうち、2020年度に新たに4車線化事業に着手する候補箇所として会津坂下IC - 津川IC間の一部を選定[18][19][20]。
  - 3月31日：会津坂下IC -  津川IC間の一部において、国土交通省より4車線化工事の事業許可を受ける[21]。
- 2021年（令和3年）
  - 3月5日 : 国土交通省が磐越道の4車線化優先整備区間のうち、2021年度に新たに4車線化事業に着手する候補箇所として会津坂下IC - 西会津IC間と三川IC - 安田IC間を選定[22][23][24]。
  - 3月30日：会津坂下IC - 西会津IC間と三川IC - 安田IC間において、国土交通省より4車線化工事の事業許可を受ける[25]。
- 2024年（令和6年）
  - 3月1日 : 国土交通省が磐越道の4車線化優先整備区間のうち、2024年度に新たに4車線化事業に着手する候補箇所として西会津IC - 津川IC間の一部延長8.7 kmを選定[26][27]。
  - 3月27日：西会津IC - 津川IC間の一部延長8.7 kmにおいて、国土交通省より4車線化工事の事業許可を受ける[28]。

## 路線状況

### 車線・最高速度
| 区間                     | 車線 上下線=上り線+下り線 | 最高速度 | 備考 |
| ------------------------ | ------------------------- | -------- | ---- |
| いわきJCT - 会津若松IC   | 4=2+2                     | 80 km/h  |      |
| 会津若松IC - 安田IC      | 2=1+1 （暫定2車線）       | 70 km/h  | ※    |
| 安田IC - 五泉PA          | 4=2+2                     | 80 km/h  |      |
| 五泉PA - 新潟PA          | 2=1+1 （暫定2車線）       | 70 km/h  |      |
| 新潟PA - 新潟中央JCT     | 4=2+2                     | 100 km/h |      |
| 新潟中央JCT - 新潟中央IC | 4=2+2                     | 40 km/h  |      |

- ※ : 会津若松IC - 安田IC間は4車線化優先整備区間[14][15][16]このうち、会津坂下IC - 津川IC、三川IC - 安田IC間が事業化されている。

IC・SA・PA・一部のトンネル付近に追越車線あり。新津IC付近の追越車線は80 km/h。

### サービスエリア・パーキングエリア
売店はすべてのサービスエリア (SA) と五百川パーキングエリア (PA) に設置されている。レストランは磐梯山SA上りと阿賀野川SAにあるほか、磐梯山SA下りと阿武隈高原SAにはフードコートが設置されている。ガソリンスタンドは阿武隈高原SAと磐梯山SAにあり、阿武隈高原SAが深夜営業をしていないほかは24時間営業である。24時間営業の売店は、阿賀野川SA下り線のファミリーマートと五百川PAのミニストップのみである。それ以外のパーキングエリアについてはトイレと自動販売機のみとなっている。

### 主要構造物
トンネル・橋梁・シェッドの延長は、NEXCO資料および国土交通省道路台帳に基づく。

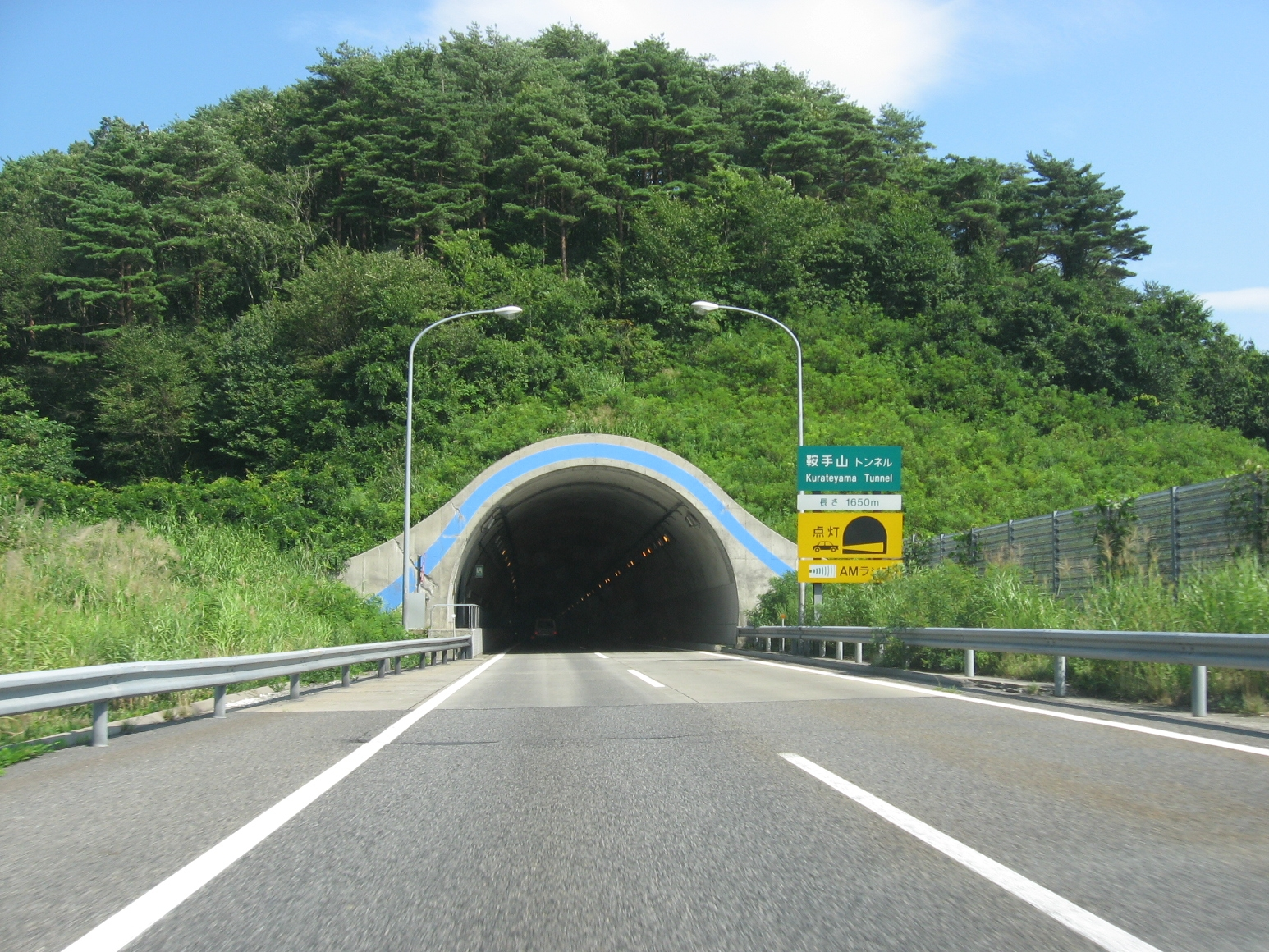
鞍手山トンネル（上り線）

| 構造物名                | 長さ       | 長さ       | 区間                          | 注釈           |
| 構造物名                | 上り線     | 下り線     | 区間                          | 注釈           |
| ----------------------- | ---------- | ---------- | ----------------------------- | -------------- |
| 高野川橋                | 213 m      | 232 m      | いわきJCT - いわき三和IC      |                |
| 白狐橋                  | 200 m      | 200 m      | いわきJCT - いわき三和IC      |                |
| 上好間川橋              | 178 m      | 156 m      | いわきJCT - いわき三和IC      |                |
| 成沢橋                  | 464 m      | 469 m      | いわきJCT - いわき三和IC      |                |
| 合戸トンネル            | 383 m      | 373 m      | いわきJCT - いわき三和IC      |                |
| 合戸橋                  | 179 m      | 179 m      | いわきJCT - いわき三和IC      |                |
| 渡戸橋                  | 228 m      | 247 m      | いわき三和IC - 差塩PA         |                |
| 渡戸トンネル            | 1,136 m    | 1,131 m    | いわき三和IC - 差塩PA         |                |
| 大堀川橋                | 145 m      | 145 m      | いわき三和IC - 差塩PA         |                |
| 三和橋                  | 433 m      | 433 m      | いわき三和IC - 差塩PA         |                |
| 永井橋                  | 352 m      | 352 m      | いわき三和IC - 差塩PA         |                |
| 差塩橋                  | 165 m      | 173 m      | いわき三和IC - 差塩PA         |                |
| 三坂川橋                | 130 m      | 130 m      | 差塩PA - 小野IC               |                |
| 南田原井橋              | 169 m      | 169 m      | 差塩PA - 小野IC               |                |
| 夏井川橋                | 190 m      | 191 m      | 差塩PA - 小野IC               |                |
| 十石川橋                | 141 m      | 145 m      | 差塩PA - 小野IC               |                |
| 谷津作橋                | 274 m      | 282 m      | 差塩PA - 小野IC               |                |
| 赤沼橋                  | 229 m      | 223 m      | 差塩PA - 小野IC               |                |
| 李作橋                  | 165 m      | 171 m      | 小野IC - 田村SIC              |                |
| 東光寺橋                | 249 m      | 257 m      | 小野IC - 田村SIC              |                |
| 飯豊橋                  | 108 m      | 108 m      | 小野IC - 田村SIC              |                |
| 新風越トンネル          | 463 m      | 537 m      | 小野IC - 田村SIC              |                |
| 牧野橋                  | 538 m      | 528 m      | 小野IC - 田村SIC              |                |
| 新館橋                  | 376 m      | 376 m      | 田村SIC - 船引三春IC          |                |
| 堀越橋                  | 405 m      | 405 m      | 田村SIC - 船引三春IC          |                |
| 馬喰前橋                | 231 m      | 232 m      | 田村SIC - 船引三春IC          |                |
| 町尻川橋                | 160 m      | 160 m      | 田村SIC - 船引三春IC          |                |
| 大滝根川橋              | 295 m      | 304 m      | 田村SIC - 船引三春IC          |                |
| 芹ヶ沢川橋              | 179 m      | 179 m      | 船引三春IC - 郡山東IC         |                |
| 沼ノ倉橋                | 146 m      | 146 m      | 船引三春IC - 郡山東IC         |                |
| 西田橋                  | 261 m      | 261 m      | 船引三春IC - 郡山東IC         |                |
| 木村橋                  | 175 m      | 175 m      | 船引三春IC - 郡山東IC         |                |
| 新阿武隈川橋            | 385.0 m    | 385.4 m    | 郡山東IC - 郡山JCT            |                |
| 八丁目橋                | 184 m      | 184 m      | 郡山東IC - 郡山JCT            |                |
| 新五百川橋              | 173 m      | 173 m      | 郡山JCT - 磐梯熱海IC          |                |
| 高玉東トンネル          | 1,112 m    | 1,122 m    | 磐梯熱海IC - 猪苗代磐梯高原IC |                |
| 高玉西トンネル          | 1,019 m    | 993 m      | 磐梯熱海IC - 猪苗代磐梯高原IC |                |
| 新中山トンネル          | 1,786 m    | 1,820 m    | 磐梯熱海IC - 猪苗代磐梯高原IC |                |
| 北川橋                  | 136 m      | 145 m      | 磐梯熱海IC - 猪苗代磐梯高原IC |                |
| 鞍手山トンネル          | 1,648 m    | 1,669 m    | 磐梯熱海IC - 猪苗代磐梯高原IC |                |
| 関都トンネル            | 1,443 m    | 1,488 m    | 磐梯熱海IC - 猪苗代磐梯高原IC | [ 注釈 3 ]     |
| 関都スノーシェルター    | 50 m       | 52 m       | 磐梯熱海IC - 猪苗代磐梯高原IC | [ 注釈 3 ]     |
| 関都橋                  | 113 m      | 113 m      | 磐梯熱海IC - 猪苗代磐梯高原IC |                |
| 長瀬川橋                | 218 m      | 218 m      | 磐梯熱海IC - 猪苗代磐梯高原IC |                |
| 小黒川橋                | 149 m      | 149 m      | 猪苗代磐梯高原IC - 磐梯河東IC |                |
| 日橋川橋                | 203 m      | 203 m      | 猪苗代磐梯高原IC - 磐梯河東IC |                |
| 大工川橋                | 132 m      | 132 m      | 磐梯河東IC - 会津若松IC       |                |
| 阿賀川橋                | 598 m      |            | 会津若松IC - 新鶴PA           |                |
| 宮川橋                  | 314 m      | 314 m      | 会津若松IC - 新鶴PA           |                |
| 七折トンネル            | 2,358 m    |            | 新鶴PA - 会津坂下IC           |                |
| 只見川橋                | 311 m      | [ 注釈 4 ] | 会津坂下IC - 西会津IC         |                |
| 束松トンネル            | 1,325 m    | [ 注釈 4 ] | 会津坂下IC - 西会津IC         |                |
| 鳥屋山トンネル          | 2,600 m    | [ 注釈 4 ] | 会津坂下IC - 西会津IC         |                |
| 西会津トンネル          | 1,018 m    | [ 注釈 4 ] | 会津坂下IC - 西会津IC         |                |
| 尾野本橋                | 139 m      | [ 注釈 4 ] | 会津坂下IC - 西会津IC         |                |
| 長谷川橋                | 371 m      | [ 注釈 4 ] | 会津坂下IC - 西会津IC         |                |
| 中野川橋                | [ 注釈 4 ] | 284 m      | 西会津IC - 上川PA             |                |
| 六郎次川橋              | [ 注釈 4 ] | 283 m      | 西会津IC - 上川PA             |                |
| 長坂トンネル            | [ 注釈 4 ] | 736 m      | 西会津IC - 上川PA             |                |
| 安座川橋                | [ 注釈 4 ] | 116 m      | 西会津IC - 上川PA             |                |
| 龍ヶ嶽トンネル          | [ 注釈 4 ] | 3,659 m    | 西会津IC - 上川PA             |                |
| 黒森山トンネル          | [ 注釈 4 ] | 2,759 m    | 西会津IC - 上川PA             | 福島・新潟県境 |
| 黒森山スノーシェルター1 | [ 注釈 4 ] | 290 m      | 西会津IC - 上川PA             | [ 注釈 5 ]     |
| 川島橋                  | 109 m      | 109 m      | 西会津IC - 上川PA             |                |
| 黒森山スノーシェルター2 | 310 m      | 310 m      | 西会津IC - 上川PA             |                |
| 杉坂沢橋                | [ 注釈 4 ] | 361 m      | 西会津IC - 上川PA             |                |
| 小出トンネル            | [ 注釈 4 ] | 1,121 m    | 西会津IC - 上川PA             |                |
| 土倉橋                  | [ 注釈 4 ] | 104 m      | 西会津IC - 上川PA             |                |
| 舘ヶ島橋                | [ 注釈 4 ] | 322 m      | 西会津IC - 上川PA             |                |
| 小島橋                  | [ 注釈 4 ] | 145 m      | 西会津IC - 上川PA             |                |
| 滝沢川橋                | [ 注釈 4 ] | 143 m      | 西会津IC - 上川PA             |                |
| 牧野橋                  | [ 注釈 4 ] | 306 m      | 西会津IC - 上川PA             |                |
| 大平橋                  | [ 注釈 4 ] | 366 m      | 西会津IC - 上川PA             |                |
| 常浪川橋                |            | 299 m      | 上川PA - 津川IC               |                |
| 西ノ沢川橋              | 195 m      |            | 津川IC - 三川IC               |                |
| 焼山トンネル            | 2,997 m    |            | 津川IC - 三川IC               |                |
| 揚川橋                  | 310 m      |            | 津川IC - 三川IC               |                |
| 谷花橋                  | 540 m      | 540 m      | 津川IC - 三川IC               |                |
| 吉津トンネル            | 906 m      | 952 m      | 三川IC - 阿賀野川SA           |                |
| 五十母川橋              | 252 m      | 252 m      | 三川IC - 阿賀野川SA           |                |
| 西山トンネル            | 2,400 m    | [ 注釈 4 ] | 三川IC - 阿賀野川SA           |                |
| 長谷橋                  | 104 m      | [ 注釈 4 ] | 三川IC - 阿賀野川SA           |                |
| 長谷トンネル            | 263 m      | [ 注釈 4 ] | 三川IC - 阿賀野川SA           |                |
| 熊渡トンネル            | 157 m      | [ 注釈 4 ] | 三川IC - 阿賀野川SA           |                |
| 石間釣浜橋              | 522.0 m    | 526.0 m    | 阿賀野川SA - 安田IC           |                |
| 小松トンネル            | 200 m      | [ 注釈 4 ] | 阿賀野川SA - 安田IC           |                |
| 宝珠山トンネル          | 611 m      | [ 注釈 4 ] | 阿賀野川SA - 安田IC           |                |
| 草水高架橋              | 130 m      |            | 阿賀野川SA - 安田IC           |                |
| 安田高架橋              | 201 m      | 201 m      | 安田IC - 五泉PA               |                |
| 阿賀野川橋              | 1,142 m    | 1,142 m    | 安田IC - 五泉PA               | [ 注釈 6 ]     |
| 早出川橋                |            | 354 m      | 五泉PA - 新津IC               |                |
| 新津高架橋              | 346 m      | 346 m      | 新津IC - 新津西SIC            |                |
| 能代川橋                |            | 306 m      | 新津IC - 新津西SIC            |                |
| 小阿賀野川橋            | 282 m      |            | 新津西SIC - 新潟中央JCT       |                |
| 酒屋高架橋              | 440 m      |            | 新津西SIC - 新潟中央JCT       |                |

### 4車線化に向けた動き

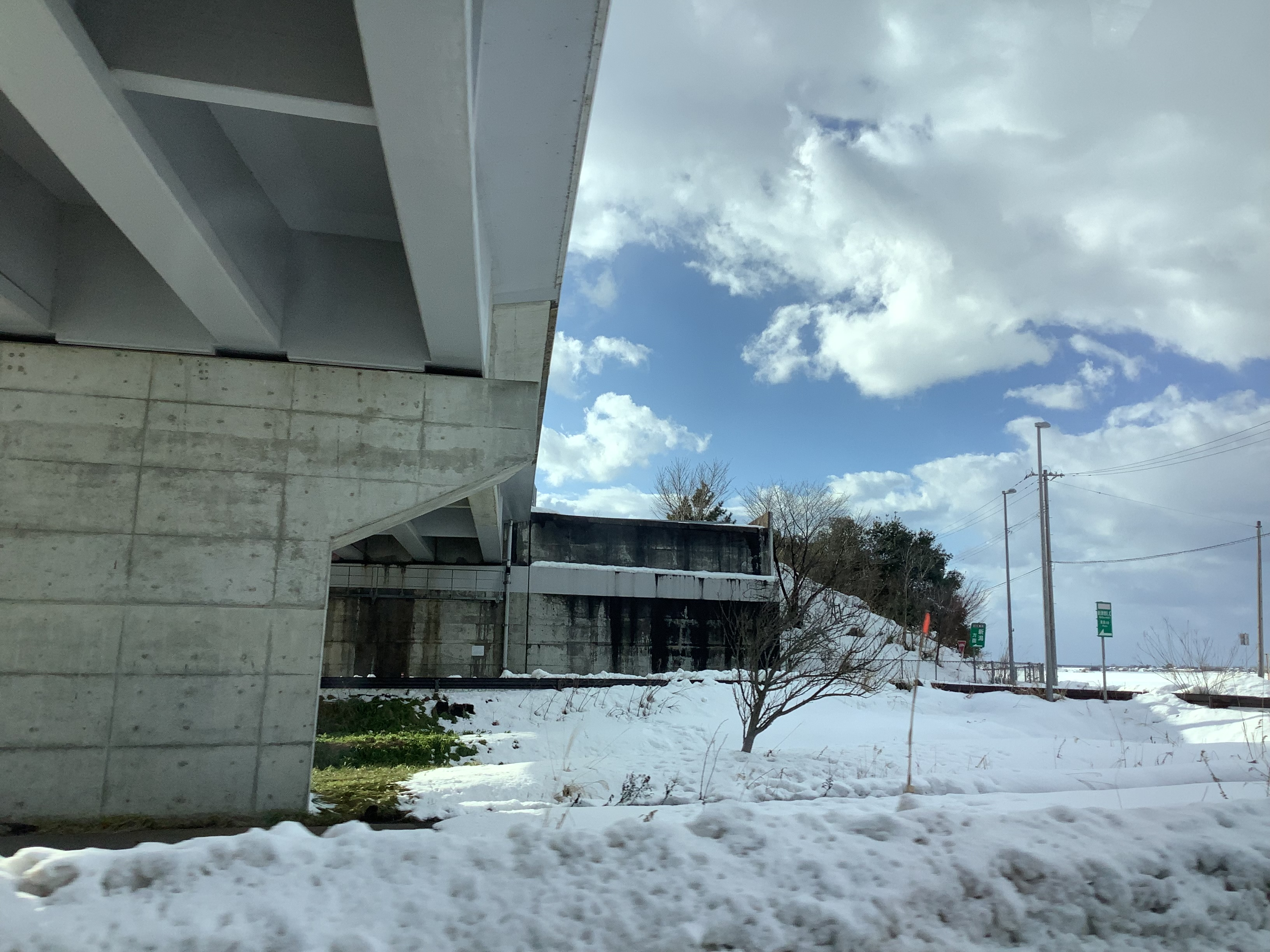
新津西ICは将来の4車線化を見据えた構造となっている。（2025年2月撮影）

磐越道は1997年（平成9年）の全線開通以降も拡幅工事が順次進められ、会津若松IC以東では2008年（平成20年）に4車線化が完成した。一方で会津若松IC以西においては、区間の殆どがICや休憩施設周辺の本線合流部を除き暫定2車線区間であり、このうち事故の多い三川ICから阿賀野川SAにかけての一部区間（約1.5 km）で2013年（平成25年）11月から2017年（平成29年）11月まで4車線化整備が進められたほか、2019年度（平成31年度・令和元年度）からは土砂災害防止のため阿賀野川SAから安田ICにかけての区間（約5.1 km）で4車線化整備が始まったが、全線4車線化の見通しは立っていない。これは、4車線化整備の目安となる交通量が1日1万台とされるなかで、既に整備済みの猪苗代磐梯高原IC - 会津若松ICなど東側区間が1万3千台を数えるのに対し、未整備区間の会津若松より西側区間では最大となる新潟中央IC - 新津IC間ですら8千台余りという交通量の実績（いずれも2010年度）がそのまま反映された形となっている。路線全体で見ても対面通行区間の延長は約95.2 kmと道路全体の約半分にのぼるため、特に路面状況が悪化する冬季期間においては安全面の問題が指摘されている。
磐越道は太平洋と日本海を単独で結ぶ国内唯一の高速道路であり、東日本大震災や2011年の新潟・福島豪雨の際には指定道路として緊急車両や資材運搬車両の往来に活用され、被災地を支える“命の道”として機能したほか、震災以降新潟東港の取り扱いコンテナ量が増えたため磐越道を通行する大型車の数が増えるなど、その重要性も見直されている。
こうした状況を踏まえ福島県と新潟県の沿線の8つの商工会議所は、2012年（平成24年）5月7日に北陸地方整備局、同年5月10日に東北地方整備局に、それぞれ全線4車線化に向けた要望書を連名で提出した。これに対し北陸整備局長は「次の4車線化の候補にはなってくると思われる」「財源の問題、交通量を踏まえ今後の検討課題」と応じ、東北整備局長も「縦軸ばかりでなく、横方面の安定した交通軸は重要」と回答している。
また太田昭宏国土交通相（当時）は2015年（平成27年）9月8日の参議院国土交通委員会にて、常磐道暫定区間の4車線化とともに磐越道の4車線化にも言及し、「交通量は比較的少ないが、大雪で閉ざされる課題もある。優先順位を明確にした上で対策を検討」と述べ、国土交通省として同年10月の高速自動車国道法施行令の改正後の整備計画策定に向けて含みを残している。
その後、2019年（平成31年）には国交省より、全国約1600 kmの有料高速道路の対面通行区間の内、およそその半分にあたる約880kmの4車線化を優先する方針が出され、磐越自動車道の一部がそれに該当した。会津若松ICから安田ICの間約71kmを優先整備区間に選定して、10年から15年で完成を目指す方針が出されたが、安田ICから新潟中央JCTの間約25kmについては、4車線化を優先する区間に含まれなかった。

### 道路管理者
- 東日本高速道路東北支社
  - いわき管理事務所 : いわきJCT - いわき三和IC
  - 郡山管理事務所 : いわき三和IC - 磐梯熱海IC
  - 会津若松管理事務所 : 磐梯熱海IC - 津川IC
- 東日本高速道路新潟支社
  - 新潟管理事務所 : 津川IC - 新潟中央IC

#### ハイウェイラジオ
- 差塩（いわき三和IC - 小野IC）※常磐道全通時に設置
- 五百川（郡山JCT - 磐梯熱海IC）
- 新津（新津IC - 新潟PA）

### 交通量
24時間交通量（台） 道路交通センサス
| 区間                          | 平成17（2005）年度 | 平成22（2010）年度 | 平成27（2015）年度 |
| ----------------------------- | ------------------ | ------------------ | ------------------ |
| いわきJCT - いわき三和IC      | 09,132             | 10,469             | 13,221             |
| いわき三和 - 小野IC           | 09,361             | 10,858             | 13,625             |
| 小野IC - 田村SIC              | 09,490             | 10,941             | 12,770             |
| 田村SIC - 船引三春IC          | 09,490             | 10,941             | 12,770             |
| 船引三春IC - 郡山東IC         | 10,579             | 12,164             | 13,890             |
| 郡山東IC - 郡山JCT            | 10,155             | 11,229             | 11,963             |
| 郡山JCT - 磐梯熱海IC          | 14,001             | 13,843             | 15,349             |
| 磐梯熱海IC - 猪苗代磐梯高原IC | 14,206             | 14,119             | 15,412             |
| 猪苗代磐梯高原IC - 磐梯河東IC | 12,887             | 13,475             | 14,767             |
| 磐梯河東IC - 会津若松IC       | 10,175             | 11,031             | 12,285             |
| 会津若松IC - 新鶴PASIC        | 06,808             | 07,288             | 07,545             |
| 新鶴PASIC - 会津坂下IC        | 06,808             | 06,963             | 07,238             |
| 会津坂下IC - 西会津IC         | 06,419             | 06,402             | 06,691             |
| 西会津IC - 津川IC             | 06,203             | 06,111             | 06,278             |
| 津川IC - 三川IC               | 07,132             | 07,106             | 06,865             |
| 三川IC - 安田IC               | 07,101             | 07,152             | 06,985             |
| 安田IC - 新津IC               | 07,566             | 07,561             | 07,333             |
| 新津IC - 新津西SIC            | 8,246              | 08,451             | 07,712             |
| 新津西SIC - 新潟中央JCT       | 8,246              | 08,451             | 08,908             |
| 新潟中央JCT - 新潟中央IC      | 06,667             | 16,246             | 06,788             |

（出典：「平成22年度道路交通センサス」・「平成27年度全国道路・街路交通情勢調査」（国土交通省ホームページ）より一部データを抜粋して作成）
- 令和2年度に実施予定だった交通量調査は、新型コロナウイルスの影響で延期された[44]。

2002年（平成14年）度
区間別日平均交通量
- いわきJCT - 新潟中央IC 平均 : 8,965台（前年度比98.2 %）
  - 最大 : 郡山JCT - 磐梯熱海IC 13,934台 (98.4 %)
  - 最小 : 新潟中央JCT - 新潟中央IC 5,027台 (105.9 %)

#### 渋滞
通常期には渋滞することはほぼないが、ゴールデンウィーク・お盆などの繁盛期になると一部区間で渋滞が発生する。
いわきJCT - 郡山JCTは常磐道と共に東北道の迂回ルートとして機能しており、一部区間で数キロメートル程度の渋滞が発生する場合があったが、4車線化に伴って解消しつつある。また、東北道下りの安達太良SAや福島トンネルを先頭とする渋滞が郡山JCTを過ぎて磐越道下りの郡山東IC付近まで延びてくることもある。
また、会津若松IC以西の対面通行区間でも一部区間で数キロメートル程度の渋滞が発生することがある。
以前は会津若松IC - 磐梯熱海IC、いわきJCT - 郡山JCTの間も対面通行でお盆やゴールデンウィーク、紅葉シーズンなどに激しい渋滞が発生していた。

#### その他
2008年（平成20年）の岩手・宮城内陸地震ではいわきJCT - いわき三和ICで通行止めとなった。

## 地理

### 通過する自治体
- 福島県
  - いわき市 - 田村郡小野町 - 田村市 - 田村郡三春町 - 郡山市 - 田村郡三春町 - 郡山市 - 本宮市 - 郡山市 - 耶麻郡猪苗代町 - 耶麻郡磐梯町 - 会津若松市 - 大沼郡会津美里町 - 河沼郡会津坂下町 - 耶麻郡西会津町
- 新潟県
  - 東蒲原郡阿賀町 - 阿賀野市 - 五泉市 - 新潟市（秋葉区 - 江南区）

### 接続する高速道路
- E6 常磐自動車道（いわきJCTで接続）
- E80 あぶくま高原道路（小野ICで接続）
- E4 東北自動車道（郡山JCTで接続）
- E8 北陸自動車道（新潟中央JCTで接続）
- E7 日本海東北自動車道（新潟中央JCTで接続）